# Секс и философия
«Секс и философия» (перс. سکس و فلسفه‎) — иранский кинофильм режиссёра Мохсена Махмальбафа 2005 года. Съёмки фильма проводились в Таджикистане, большинство диалогов произносятся на русском языке. Премьера фильма состоялась в сентябре 2005 года на Монреальском кинофестивале. Он демонстрировался в кинотеатрах Южной Кореи, Турции, Италии, Сингапура и странах СНГ. «Секс и философия» был выдвинут от Таджикистана на соискание премии «Оскар» в категории «Лучший фильм на иностранном языке» на церемонии 2006 года, но был дисквалифицирован из-за отсутствия требуемых Академией субтитров к фильму на английском языке.

## Сюжет
В день своего 40-летия учитель танцев приглашает к себе в зал для занятий четырёх своих возлюбленных. Со всеми с ними он был счастлив очень короткое и посчитанное им время. 

## В ролях
- Далер Назаров — Джан
- Мариам Гаибова — Мариам
- Фарзона Бекназарова — Фарзона
- Тахмина
 Ибрагимова
- Малохат Абдуллоева